# FNAB-43

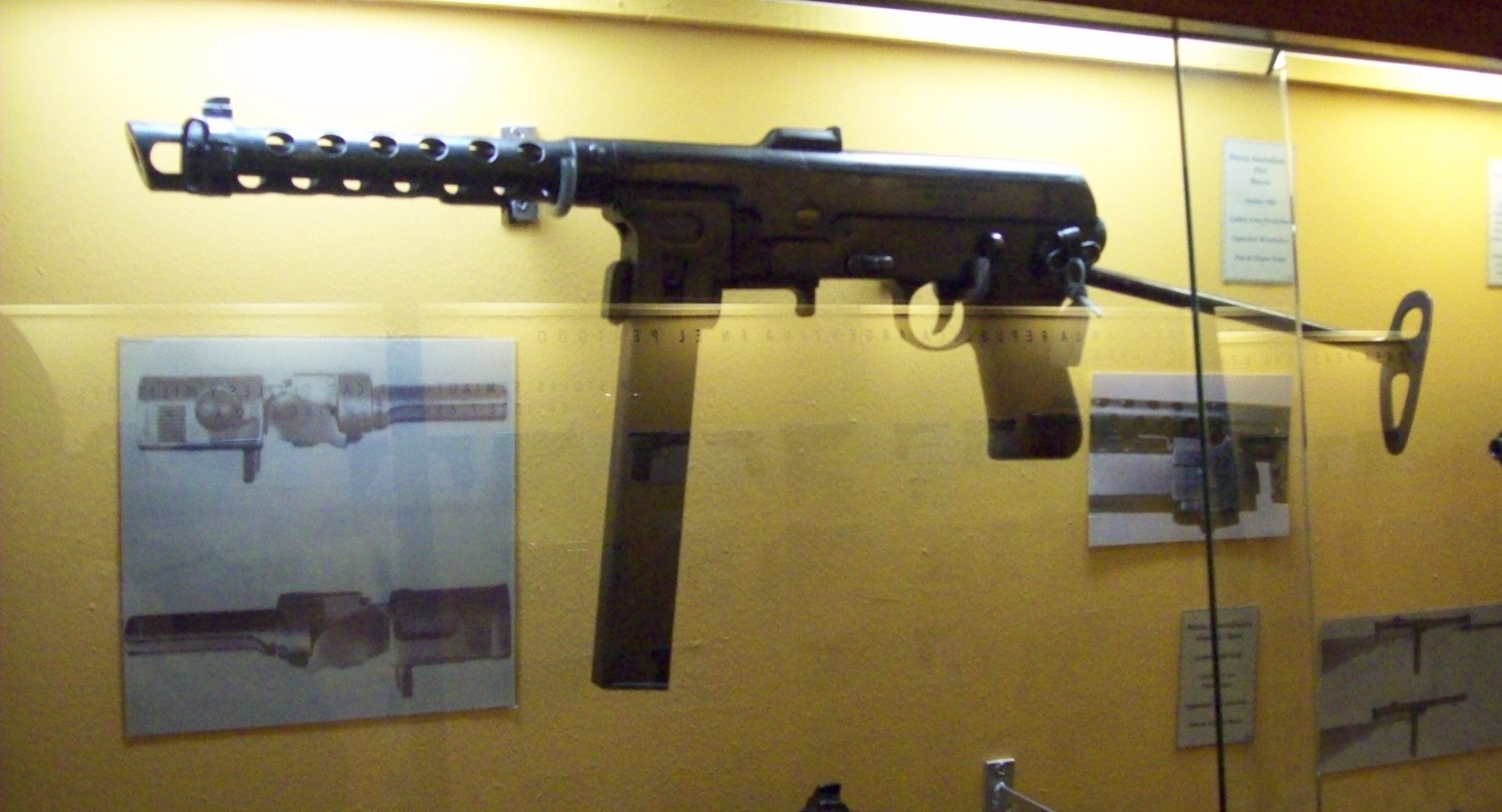
FNAB-43

A FNAB-43 foi uma submetralhadora projetada e desenvolvida pela Itália de 1943 a 1944. O primeiro protótipo foi construído em 1942 e 1 000 foram construídas pela FNA-B (Fabbrica Nazionale d'Armi di Brescia, Fábrica Nacional de Armas de Breschia, dai o nome) sendo expedidas para unidades da República de Salò lutando no norte da Itália. A FNAB-43 era uma arma cara de se produzir e usava engenharia de precisão na sua manufatura.